# 항가울로
항가울로(Hanggaul-ro)는 경기도 안산시 상록구 사동준공업단지사거리에서 상록구 성포동성포파출소삼거리를 잇는 도로이다.

## 주요 경유지
경기도
- 안산시 상록구 (사동 . 이동 . 성포동)

## 노선 경로
| 이름                 | 접속 노선                        | 경유지        | 경유지        | 경유지        | 비고          |
| 선진로와 직결        | 선진로와 직결                    | 선진로와 직결 | 선진로와 직결 | 선진로와 직결 | 선진로와 직결 |
| -------------------- | -------------------------------- | ------------- | ------------- | ------------- | ------------- |
| 준공업산업단지사거리 | 국가지원지방도 제98호선 (해안로) | 안산시        | 상록구        | 사동          |               |
| (이름없음)           | 초당로                           | 안산시        | 상록구        | 사동          |               |
| 샛별피아노사거리     | 향로2길 향로3길                  | 안산시        | 상록구        | 사동          |               |
| 고려선원삼거리       | 댕이길                           | 안산시        | 상록구        | 사동          |               |
| (이름없음)           | 후곡로                           | 안산시        | 상록구        | 사동          |               |
| (이름없음)           | 차돌빼기로                       | 안산시        | 상록구        | 사동          |               |
| 한양대앞사거길       | 한양대학로 석호공원로            | 안산시        | 상록구        | 사동          |               |
| 성안고사거리         | 용신로                           | 안산시        | 상록구        | 사동          |               |
| 의류타운사거리       | 삼리로                           | 안산시        | 상록구        | 사동          |               |
| 안산제일교회사거리   | 광덕1로                          | 안산시        | 상록구        | 사동          |               |
| (이름없음)           | 박우물로                         | 안산시        | 상록구        | 이동          |               |
| (보도육교)           |                                  | 안산시        | 상록구        | 이동          |               |
| 송호고교사거리       | 광덕3로                          | 안산시        | 상록구        | 이동          |               |
| 한전사거리           | 광덕4로                          | 안산시        | 상록구        | 이동          |               |
| 터미널사거리         | 국도 제39호선 (중앙대로)         | 안산시        | 상록구        | 이동          |               |
| (이름없음)           | 고잔로                           | 안산시        | 상록구        | 성포동        |               |
| 스타프라자사거리     | 화랑로                           | 안산시        | 상록구        | 성포동        |               |
| 경일초교사거리       | 경일로                           | 안산시        | 상록구        | 성포동        |               |
| 성포파출소사거리     | 예술광장1로                      | 안산시        | 상록구        | 성포동        |               |

## 주요건물및 시설
- GS칼텍스사동 셀프주유소 (항가울로 22/사동 1423-6)
- CU 안산감자골점 (항가울로 35/사동 1385-11)
- 세븐일레븐 안산사동제일점 (항가울로 82/사동 1364-6)
- 한국전기연구원 안산분원 (항가울로 111/사동 1271-19)
- GS25 안산항가울점 (항가울로 112/사동 1360-7)
- 한국생산기술연구원 융합기술연구소 (항가울로 143/사동 1271-18)
- 현대자동차 블루핸즈 사동중앙점 (항가울로 170/사동 1275-10)
- GS25 항가울드림점 (항가울로 188/사동 1278-5)
- 사동119안전센터 (항가울로 230/사동 1584-2)
- CU 사동대학로점 (항가울로 233/사동 1176-11)
- 현대자동차 안산중부지점 (항가울로 262/사동 1552-3)
- 르노코리아자동차상록대리점 (항가울로 266/사동 1552-1)
- 기아자동차 대경중앙대리점 (항가울로 268/사동 1552)
- 신반월새마을금고 이동지점 (항가울로 300/이동 686-5)
- 안산종합버스터미널 (항가울로 410/이동 590)